# SMS Großer Kurfürst (1875)
Pour les autres navires du même nom, voir SMS Großer Kurfürst.

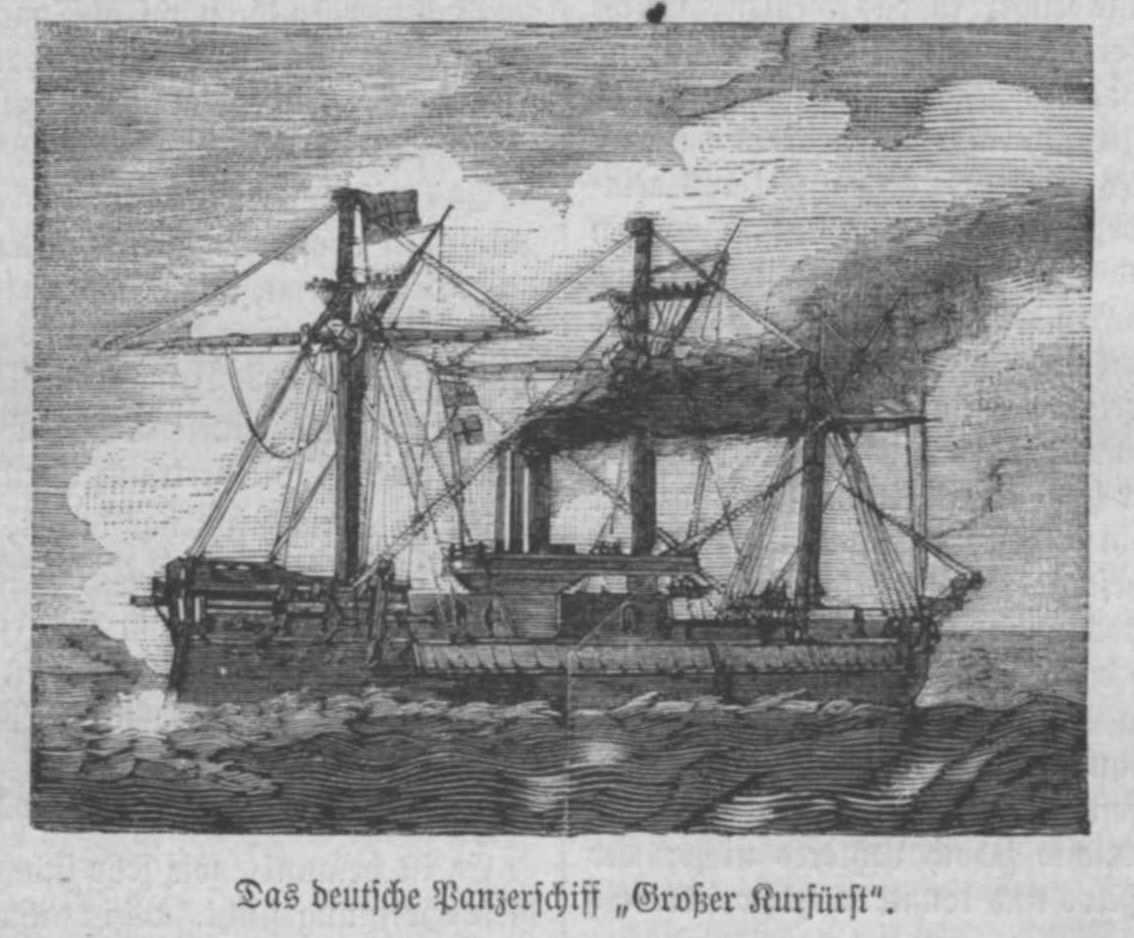
Gravure représentant la frégate SMS Großer Kurfürst

La SMS Großer Kurfürst (ce qui signifie en allemand Grand Électeur) est une frégate blindée de la marine impériale allemande, lancée en 1875, qui coula le 31 mai 1878 après un naufrage au large de Folkestone.

Cette frégate est la troisième unité de la classe Preussen.

## Données techniques
- Déplacement : 6 800 tonnes
- Longueur : 96,59 m
- Largeur : 16,3 m
- Tirant d'eau : 7,12 - 7,18 m
- Voilure : 1 834 m2

## Historique
La frégate fait partie d'une classe qui comprend la SMS Preußen, lancée en 1873 à Stettin, et la SMS Friedrich der Große, lancée en 1874 à Kiel. C'étaient les premiers navires blindés à tourelles à être construits en Allemagne, la nouvelle amirauté ayant décidé d'assurer son indépendance vis-à-vis des constructeurs étrangers. Cette frégate est elle-même issue des chantiers impériaux de Wilhelmshaven.
Des manœuvres sont organisées par la Marine allemande dans la Manche et des navires allemands formant un escadron quittent Wilhelmshaven le 29 mai pour se diriger vers Plymouth. Ils arrivent au large de Folkestone en Angleterre, le 31 mai 1878, au matin. Cet escadron en deux colonnes doit se diriger vers Plymouth, avec le navire amiral SMS König Wilhelm et le SMS Preußen en une colonne, l'autre étant constituée de la frégate SMS Großer Kurfürst à bâbord. Lorsque les navires passent sous les falaises de Folkestone, deux petits voiliers croisent le chemin de l'escadron, obligeant les SMS Großer Kurfürst et SMS König Wilhelm à effectuer des manœuvres d'urgence. Ce dernier vire à bâbord en direction du port, tandis que le SMS Großer Kurfürst vire à tribord, l'officier de quart ayant mal compris les ordres. Le SMS König Wilhelm heurte donc l'autre navire de côté, provoquant des brèches après avoir râpé le blindage. Des marins sont jetés à la mer par le choc et la frégate coule extrêmement rapidement, en moins de huit minutes. Malgré l'envoi de nombreux canots de sauvetage provenant des autres navires et de la côte, de Sandgate à Folkestone, on déplore la mort par noyade de 284 hommes par une belle journée ensoleillée. Arthur Sullivan, témoin de la catastrophe, a décrit ces scènes poignantes dans une lettre à sa mère. Beaucoup de noyés sont enterrés au cimetière de Cheriton Road à Folkestone, où leurs tombes sont encore visibles.
Le SMS König Wilhelm est aussi endommagé, mais les eaux sont pompées et il parvient à se rendre à Portsmouth pour réparations.
Ce naufrage provoque une vive polémique en Allemagne à propos de la responsabilité de l'amirauté et de la politique que la flotte allemande est en train de mener. Le contre-amiral Batsch, commandant de l'escadron, est présenté en cour martiale, ainsi que les capitaines von Monts (commandant du SMS Großer Kurfürst) et Kuehne (commandant du SMS König Wilhelm). Le contre-amiral Werner attaque dans la presse le chef de l'amirauté Albrecht von Stosch, car ce dernier prend la défense du contre-amiral Batsch.